# Zheng Fengrong
Zheng Fengrong (chinesisch 鄭 鳳榮 / 郑 凤荣, Pinyin Zhèng Fèngróng; * 25. Mai 1937) ist eine ehemalige chinesische Hochspringerin.
Am 17. November 1957 stellte sie in Peking mit 1,77 m einen Weltrekord auf. Sie benutzte dabei den Katapultschuh, den die IAAF im Jahr darauf verbot. Ihre persönliche Bestleistung von 1,78 m stellte sie am 26. Juni 1963 in Nanking auf.
Zhengs in Kanada geborene Enkel, Ty und Nina Schultz, nahmen in ihren jeweiligen Sportarten für das Heimatland ihrer Großmutter an Olympischen Spielen teil.